# منطقه شکار ممنوع کوه گرم
منطقه شکار ممنوع کوه گُرم یک منطقه شکار ممنوع در کوه گرم واقع در شهرستان‌های جهرم و خفر در استان فارس است. این منطقه با وسعت حدود ۸۰٬۰۰۰ هکتار در شمال غرب شهرستان جهرم در استان فارس واقع شده‌است و در سال ۱۳۷۴ با عنوان منطقه شکارممنوع معرفی گردید.

## موقعیت جغرافیایی
منطقه شکار ممنوع کوه گرم در ۳۰ کیلومتری شمال غرب شهر جهرم و در محدوده بخش‌های مرکزی، کردیان و سیمکان شهرستان جهرم و بخش راهگان شهرستان خفر قرار می‌گیرد. بیشتر مساحت این منطقه کوهستانی است و میانگین بارندگی سالیانه آن حدود ۳۰۰ تا ۴۰۰ میلی‌متر و میانگین دمای سالانه نیز حدود ۲۱ درجه سانتی‌گراد است. این منطقه از به هم پیوستن دو کوه به نام‌های کوه گرم با حداکثر ارتفاع ۲۷۶۱ متر و کوه نمک با ارتفاع ۲۸۴۶ متر از سطح دریا تشکیل شده‌است. رودخانه قره‌آغاج که یکی از زیر حوضه‌های اصلی حوضه آبریز مند است، در مسیر شمال شرق به جنوب غرب از کنار این منطقه و رودخانه شور جهرم در امتداد جنوب شرق به جنوب غرب از سوی دیگر این منطقه عبور می‌کند.

## پوشش گیاهی
ارس، بنه، کلخنگ، کیکم، بادام کوهی، انجیر وحشی، تنگرس، خشک، مورد، خرزهره، استبرق، کنار، آلبالو وحشی، ورک، گوش بره، گون، فرنیون، خارشتر، درمنه، اسپرس، کاکوتی، کنگر وحشی، آنغوزه، ریش بز، بومادران، شکرتیغال، کما، جاشیر، ارژن، اسپند، ختمی، پیاز کوهی و کلاه میرحسن از عمده‌ترین گیاهان این منطقه هستند. پوشش درختی و درختچه‌ای در دامنه‌های واقع در جهت شرقی کوهستان نسبت به دامنه‌های واقع در جهت غربی غنی‌تر است.

## زندگی جانوری
بز و پازن وحشی، قوچ و میش وحشی، آهو، پلنگ، گرگ، روباه، خرگوش، تشی، لاک پشت، کبک، تیهو، قمری، دارکوب، چکچک کوهی، کمرکولی، انواع کبوتر، هدهد، انواع کوکر، لاشخور، عقاب، سنگ‌چشم، چکاوک، چرخ‌ریسک، پرستو، توکا، بلبل خرما، زنبورخوار، سبزقبا، پری‌شاهرخ، سلیم طوقی، کیلو، کلاغ و گنجشک از عمده‌ترین جانوران این منطقه هستند.